# Karl Lagerfeld
Karl Otto Lagerfeld (Hamburg, 10. rujna 1933. – Neuilly-sur-Seine, 19. veljače 2019.) je bio njemački modni kreator, dizajner i fotograf. Živio je u Parizu, gdje je uglavnom i radio. Poznat je po tome što je bio glavni dizajner modne kuće Chanel.

## Raniji život
Lagerfeld je rođen 10. rujna 1933. godine u Hamburgu. Otac, Otto Lagerfeld, bio je vlasnik tvornice koja se bavila proizvodnjom i uvozom mlijeka. Djed s majčine strane je bio politički aktivan u Kršćanskoj stranci centra. Članovi njegove obitelji bili su pripadnici Starokatoličke crkve.
Lagerfeld je poznat po tome da je lagao koliko ima godina, kao i da je iznosio pogrešne tvrdnje o svojoj obitelji. Tvrdio je da je rođen 1938. godine, te da su njegovi roditelji "Elizabeth od Njemačke", te "Otto Ludwig Lagerfeld od Švedske". Njegov otac je rođen u Hamburgu i cijeli svoj život je proveo u Njemačkoj, te ne postoji nikakva povezanost između njega i Švedske. S druge strane ne postoji nikakav dokaz da se njegova majka, Elisabeth Bahlmann, oslovljavala kao "Elisabeth od Njemačke". 10. rujna 2008. godine Lagerfeld je imao veliko slavlje povodom sedamdesetog rođendana, iako je taj dan napunio 75 godina.
Kao dijete pokazivao je velik interes za vizualnu umjetnost. Rekao je kako je više stvari naučio često posjećujući muzej Kunsthalle u Hamburgu nego što je naučio u školi. Njegova velika inspiracija bili su francuski umjetnici, te je tvrdio da je jedini razlog zašto je ostao u školi taj što je imao želju naučiti francuski jezik i preseliti se u Francusku. Srednju školu je završio u Parizu.

## Karijera
Početak karijere (1955–1982)
1955. Lagerfeld je pobijedio u natjecanju dizajniranja kaputa, te je nakon toga tri godine radio kao asistent Pierrea Balmaina. 1964. preselio se u Rim kako bi studirao povijest umjetnosti, te radio kao      freelancer (slobodnjak) za mnoge modne marke poput Valentina, Chloé, Kriziju i druge. 1967. zaposlio se u Fendiju kako bi modernizirao njihovu kolekciju krzna, a kao dizajner je tu ostao do smrti. 
Chanel (1982–2000)
1980-ih Chanel je zaposlio Lagerfelda, s obzirom na to da se zbog smrti Coco Chanel brend našao u najgorem razdoblju do tada. Lagerfeld je prema mnogima bio osoba koja je oživjela tvrtku. 
Godine 1984. osnovao je svoju marku "Karl Lagerfeld". 
Godine 1993. Anna Wintour je napustila reviju Fendija na tjednu mode u Milanu, s obzirom na to da je Lagerfeld za reviju unajmio striptizete. 
2001–2019
2002. godine Lagerfeld je surađivao s brendom Diesel kako bi dizajnirali jeans kolekciju za Lagerfeld galeriju.  
Rujna 2010. nagrađen je s "Couture Council Fashion Visionary Award" od strane Modnog instituta technologije u New Yorku.   

## Privatni život
Lagerfeld je 18 godina bio u vezi s francuskim modelom Jacquesom de Bascherom, sve do 1989. kada je Bascher preminuo od AIDS-a. Lagerfeld je poželio da nakon smrti njegovo tijelo bude kremirano te da se njegov prah pomiješa s prahom de Baschera. 
Smrt
Nakon zdravstvenih komplikacija u siječnju 2019. Lagerfeld je bio u Američkoj bolnici u Parizu od 18. veljače. Sljedećeg jutra je preminuo od raka gušterače. Potvrđeno je da je još od lipnja 2015. bolovao od raka prostate.

## Vanjske poveznice
- Službena stranica